# Kassen Hassouna
Kassen Hassouna   (Tunísia, 26 de novembre de 1926) fou un futbolista tunisià de la dècada de 1950.
Pel que fa a clubs, destacà a Racing Club de Lens i Le Havre Athletic Club Football Association.